# Dixa thomasi
Dixa thomasi is een muggensoort uit de familie van de meniscusmuggen (Dixidae). De wetenschappelijke naam van de soort is voor het eerst geldig gepubliceerd in 1969 door Vaillant.